# Bádenské velkovévodství
Bádenské velkovévodství (německy Großherzogtum Baden) byl německý stát, který existoval od roku 1806 do roku 1918. Od roku 1871 součást Německého císařství. Bádenské velkovévodství vzniklo v roce 1806 poté, co ho Napoleon povýšil z markrabství na velkovévodství. Zaniklo v roce 1918, kdy vypukla tzv. listopadová revoluce nebo německá revoluce. Metropolí bylo město Karlsruhe.

## Historický přehled
Bádenské velkovévodství vzniklo v roce 1806, když Napoleon Bonaparte za pomoc povýšil (dědičně) markrabství na velkovévodství, zároveň se stalo členem Rýnského spolku. Již v roce 1803 udělil Napoleon markraběti Karlu Fridrichovi kurfiřtský hlas. Předtím bylo Bádensko od 12. století rozděleno mezi větve rodu Zähringenů, ale až v roce 1771 se právě markrabě Bádenska-Durlachu Karel Fridrich Bádenský rozhodl přijmout titul markraběte Bádenského a postupně sjednotit Bádensko včetně okolních biskupství, což se mu definitivně povedlo mezi lety 1805–1810.

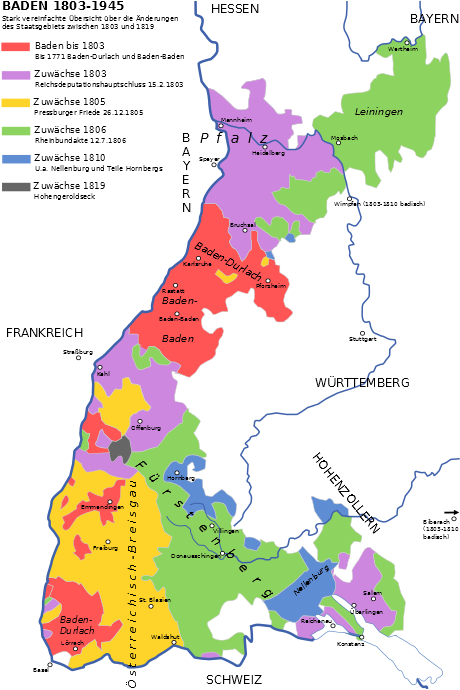
Územní vývoj Bádenska v letech 1803–1810

V roce 1815 byl na Vídeňském kongresu velkovévodský status potvrzen. Bádensko se také jako ostatní německé státy stalo členem Německého spolku.
Během revoluce v roce 1848 bylo jedním z center revolučních aktivit. Bádensko bylo také jediným německým státem, který se v roce 1849 stal nakrátko republikou. Lidové povstání ukončily (potlačily) pruské jednotky.
V roce 1867 po prusko-rakouské válce, jako spojenec Rakouska, nemuselo jako jeden z mála zúčastněných států postoupit Prusku některá okrajová území. Mělo se stát spolu s Bavorskem, Württemberskem, Hesenskem (pouze část jižně od řeky Mohan) součástí zamýšleného Jihoněmeckého spolku, který ale nebyl vytvořen. V roce 1871 po prusko-francouzské válce se jako většina zbylých nezávislých německých států stalo součástí Německého císařství.
V důsledku porážky v první světové válce se v listopadu 1918 úplně vyčerpané Německo vzdalo. Následně vypukla v Berlíně, takzvaná listopadová či německá revoluce, jež se rozšířila po celém Německém císařství. V této závěrečné fázi existence Německého císařství byl německým kancléřem právě princ Max Bádenský, korunní princ Bádenska. Důsledkem revoluce bylo, že byly zrušeny či padly všechny německé monarchie včetně samotného Německého císařství. Dne 22. listopadu 1918 zde byla po odstoupení posledního velkovévody Fridricha II. vyhlášena republika Bádensko (německy Republik Baden), která byla do 1933 spolkovou zemí tzv. Výmarské republiky.

## Seznam bádenských velkovévodů
- Karel Fridrich Bádenský – (1806–1811), od roku 1771 markrabě, od roku 1803 kurfiřt
- Karel Bádenský – (1811–1818)
- Ludvík I. Bádenský – (1818–1830)
- Leopold Bádenský – (1830–1852)
- Ludvík II. Bádenský – (1852–1856)
- Fridrich I. Bádenský – (1856–1907)
- Fridrich II. Bádenský – (1907–1918)

## Státní symbolika

znak:
1803–1830
1877–1918

vlajka:
1803–1848
1848–1862
1862–1871
1855–1891
1891–1918

- znak:
- 1803–1830
- 1877–1918